# 十三信用金庫
十三信用金庫（じゅうそうしんようきんこ）は、かつて存在した信用金庫。北おおさか信用金庫の前身の一つ。大阪府大阪市淀川区十三本町に本店を置いていた（現在は北おおさか信用金庫の十三営業部）。略称は十信（じゅうしん）。大阪府北部のほか、兵庫県尼崎市・伊丹市にも支店を設置していた。

## 沿革
- 1925年（大正14年）4月17日 - 有限責任十三信用組合として設立。
- 1951年（昭和26年） - 信用金庫に転換、十三信用金庫に改組。
- 1957年（昭和32年） - 茨木信用金庫を合併。
- 2008年（平成20年）6月 - 大阪府内に本店を置く信用金庫相互間ATM手数料無料サービス「しんきん大阪ゼロネット」を開始。
- 2014年（平成26年）2月24日 - 摂津水都信用金庫と対等合併し、存続金庫となる当金庫は北おおさか信用金庫に改称[1][2]。